# Pirgula octoguttata
Pirgula octoguttata is een vlinder uit de familie spinneruilen (Erebidae), onderfamilie donsvlinders (Lymantriinae). De wetenschappelijke naam van deze soort is voor het eerst geldig gepubliceerd in 1921 door Tessmann.
De soort komt voor in tropisch Afrika.